# Jørgen Carlo Larsen
Jørgen Carlo Larsen (født 1954) er en dansk billedkunstner. Han er bedst kendt som billedhugger og installationskunstner, men arbejder også med collage og maleri. 
Jørgen Carlo Larsen er uddannet ved Det Kgl. Danske Kunstakademi (1985 -91) hos prof. Richard Winther og prof. Bjørn Nørgaard samt på Glyptoteket og privat hos Egon Bjerg Nielsen.
Jørgen Carlo Larsen udstiller aktivt både i Danmark og i udlandet og bor og arbejder i København.
Han har udført flere stedsspecifikke værker i det offentlige rum, bl.a. 
- 2011 "Pavillon" til Københavns Universitet – CSS og KUBIS (Gothersgade 140)
- 2009 Lyskunstinstallationen "Himmelgrafik" (med Rasmus Grandelag/ Schönherr landskab) til Trekroner Stationscenter i Roskilde
- 2005 Billedkunstnerisk udsmykning i forbindelse med et områdeløft af boligbyggeriet Vejleåparken i Ishøj
- 1998 "Torso-krukken", en udsmykningsopgave udført med støtte fra Statens Kunstfond til Dybvad Søpark (Anlægsvej 36, 9352 Dybvad)

Jørgen Carlo Larsen er medlem af Decembristerne, Kunstnersamfundet og Billedkunstnernes Forbund (BKF). Han er medstifter af kunstnergruppen TAPKO (sammen med Kerstin Bergendal og Cai-Ulrich von Platen) og det kunstnerdrevne skulpturgalleri skulpturi.dk i København. 
Han har modtaget Eckersberg Medaillen 2006 og var medlem af Statens Kunstfonds Udvalg for Kunst i det Offentlige Rum i 2005-2007. 
Jørgen Carlo Larsen er i 2010 blevet tildelt en livsvarig ydelse på finansloven.

## Anerkendelser
- Eckersberg Medaljen
- Livsvarig kunstnerydelse

## Eksterne links
- http://www.jorgencarlolarsen.dk/
- Statens Kunstfonds begrundelse for indstilling til livsvarig ydelse Arkiveret 16. april 2013 hos  Wayback Machine.
- Portrætinterview Arkiveret 13. april 2013 hos  Wayback Machine på Kunsten.nu.
- Præsentation af værket "Pavillon" (2011) på bygningsstyrelsen.dk (Webside ikke længere tilgængelig).